# Condado de Furnas
O Condado de Furnas é um dos 93 condados do estado norte-americano de Nebraska. A sede do condado é Beaver City, e a sua maior cidade é Cambridge. O condado tem uma área de 1867 km² (dos quais 5 km² estão cobertos por água), uma população de 5324 habitantes, e uma densidade populacional de 2,9 hab/km² (segundo o censo nacional de 2000). Foi fundado em 1873 e o seu nome é uma homenagem a Robert Wilkinson Furnas (1824-1905), o segundo governador do Nebraska.